# Messancy
Messancy là một đô thị của Bỉ. Đô thị này nằm ở tỉnh Luxembourg, vùng Wallonie.
Ngày 1 tháng 1 năm 2007, đô thị này có diện tích 52,43 km², có 7.466 dân với mật độ dân số 142,4 người trên mỗi km².
Đô thị Messancy có các làng: Guelff, Sélange, Hondelange, Turpange, Bébange, Longeau, Habergy, Differt.